# 海部野根道路
海部野根道路（かいふのねどうろ）は、地域高規格道路 阿南安芸自動車道の内、徳島県海部郡海陽町の海部ICから高知県安芸郡東洋町野根の野根ICまでの区間のことである。

## 概要
- 起点 : 徳島県海部郡海陽町多良
- 終点 : ⾼知県安芸郡東洋町野根
- 全長 : 14.3 km
- 規格 : 第1種第3級
- 道路幅員 : 12.0 m
- 車線数 : 2車線
- 設計速度 : 80 km/h
- 通行料金 : 無料

## 位置関係
- （徳島・阿南方面）- 日和佐道路 - （美波～牟岐～海部） - 海部野根道路 - 野根安倉道路 - 北川道路 -（安芸・高知方面）

## 通過市町村
- 徳島県
  - 海部郡海陽町
- 高知県
  - 安芸郡東洋町

## インターチェンジなど
- IC番号欄の背景色が■である部分については道路が供用開始済みの区間を示している。また、施設名欄の背景色が■である部分は施設が供用開始されていない、または完成していないことを示す。なお、未開通区間の名称は仮称である。
- BS（バス停留所）のうち、○は運用中、◆は休止中の施設。無印はBSなし。
- （数字）は、他路線の番号。<数字>は、予定番号。
- 英略字は以下の項目を示す。
IC : インターチェンジ、BS : バスストップ

| IC 番号                   | 施設名 | 接続路線名                        | 海部 から （km） | 野根 から （km） | BS | 備考 | 所在地 | 所在地 |
| ------------------------- | ------ | --------------------------------- | ---------------- | ---------------- | -- | ---- | ------ | ------ |
| E55 内妻海部道路 阿南方面 |        |                                   |                  |                  |    |      |        |        |
| -                         | 海部IC | 国道193号                         | 0.0              | 14.3             |    |      | 徳島県 | 海陽町 |
| -                         | 宍喰IC | 徳島県道301号久尾宍喰浦線         |                  |                  |    |      | 徳島県 | 海陽町 |
| -                         | 甲浦IC | 高知県道391号甲浦インター線       |                  |                  |    |      | 高知県 | 東洋町 |
| -                         | 野根IC | 徳島県道・高知県道101号船津野根線 | 14.3             | 0.0              |    |      | 高知県 | 東洋町 |
| E55 野根安倉道路 安芸方面 |        |                                   |                  |                  |    |      |        |        |

## 主な橋・トンネル

### 橋
- 海部IC - 宍喰IC
  - 善蔵川橋（30m）
  - 海部川大橋（490m）
  - 母川第1橋（80m）
  - 母川第2橋（100m）
  - 久保橋（110m）
- 宍喰IC - 甲浦IC
  - 宍喰川大橋（220m）
- 甲浦IC - 野根IC
  - 小池川橋（20m）
  - 河内橋（30m）
  - 河内川橋（80m）
  - 生見川橋（20m）
  - 相間橋（20m）
  - 大谷川橋（20m）

### トンネル
- 海部IC - 宍喰IC
  - 野江久保トンネル（2,640m）
- 宍喰IC - 甲浦IC 
  - 日比原河内トンネル （780m）
- 甲浦IC - 野根IC
  - 河内第1トンネル （210m）
  - 河内第2トンネル （1,080m）
  - 生見トンネル （830m）
  - 野根トンネル （1,130m）

## 歴史
- 1994年（平成6年）12月 : 阿南安芸自動車道全体が計画路線に指定。
- 2015年（平成27年）4月9日 : 計画段階評価⼿続き完了。
- 2018年（平成30年）11月16日 : 都市計画変更。
- 2019年（平成31年）3月29日 : 事業採択[4]。
- 2024年（令和6年）8月29日 : 海部IC（仮称）ランプ部の計画見直し[5]